# بستناری
بستناری، روستایی از توابع بخش ماهورمیلانی شهرستان ممسنی در استان فارس ایران است.

## جمعیت
این روستا در دهستان ماهور قرار دارد و براساس سرشماری مرکز آمار ایران در سال ۱۳۸۵، جمعیت آن ۶۱ نفر (۱۴خانوار) بوده‌است.